# Доус, Кристофер
Кристофер Доус (англ. Christopher Dawes, родился 31 мая 1974 в Кингстоне) — ямайский футболист, игравший на позиции защитника и полузащитника.

## Игровая карьера
Выступал за ямайский клуб «Гэлакси Юнайтед», бельгийскую команду «Хандзаме» четвёртого дивизиона. В 2001 году подписал соглашение с клубом MLS «Метростарз», но в 2002 году на драфте перешёл в «Колорадо Рэпидз». Вернулся на Ямайку в 2002 году, выступал за клубы «Портмор Юнайтед» (ранее «Азард Юнайтед») и «Виллидж Юнайтед». Доус сыграл 66 игр за сборную Ямайки, забив единственный гол в 2000 году в ворота сборной Каймановых островов; выступал на чемпионате мира 1998 года. Последнюю игру провёл в 2001 году против Коста-Рики.

## Тренерская карьера
Некоторое время Доус тренировал клуб «Спортинг Сентрал Акэдеми», продолжая повышать свою квалификацию в США и Англии.

## Стиль игры
Известен как дисциплинированный игрок, умевший отдавать точный пас и обладавший хорошим видением поля.